# Дозвілля (часопис)
Дозвілля — літературно-просвітній журнал, створений українською творчою інтелігенцією, що знаходилась на примусових роботах на території Німеччини у період входження (внаслідок окупації) українських земель до складу Третього райху.

## Заснування та видання
Заснований під керівництвом Свирида Довгаля у Берліні, потім виходив у м. Плауен (Саксонія). Розповсюджувався серед українців, по «остівських» таборах.
| «У 1942-43 рр. німецька окупаційна влада вивезла з України на каторжну працю до рейху мільйони людей, особливо молоді. У німецьких таборах опинилося немало талановитих початкуючих літераторів, що до війни встигли опублікувати свої перші твори або почали писати в таборі під впливом пережитих страждань і ностальгії за Україною. І коли на початку 1943 р. українські патріоти налагодили випуск кількох газет і журналів для невільників, туди потягнулися ці молоді сили в надії на підтримку їх творчого пориву. Особливого значення набув літературно-просвітній журнал «Дозвілля»…» Петро Ротач [1] |
Часопис розповсюджувався безкоштовно у таборах. Він мав статус розвагового журналу і мав змогу уникати політичної тематики, зосереджуючись на творах літературно-пізнавального змісту.
У ньому друкували свої твори молоді поети Василь Онуфрієнко, Ганна Черінь, Герась Соколенко, Йосип Дудка, Леонід Полтава, Всеволод Віденко (Олесь Квітневий), Леонід Лиман, Михайло Іванченко. У 1943—1944 роках О. Олесь опублікував у «Дозвіллі» свої останні твори — п'єсу «Ніч на полонині», вірш «Життя минає, наче сон» та інші твори.
Журнал проіснував до кінця Другої світової війни, а потім редакція переїхала до Західної Німеччини, де групувалися українські творчі сили.